# Hédi Chaker
Pour les articles homonymes, voir Chaker.
Hédi Chaker (arabe : الهادي شاكر), né en 1908 à Sfax et mort assassiné le 13 septembre 1953 à Nabeul, est un homme politique tunisien et figure du mouvement national.

## Biographie
Après avoir suivi ses études primaires dans sa ville natale, il obtient en 1923 un diplôme commercial supérieur au collège Alaoui. À la suite du décès de son père, il hérite de ses activités commerciales. En 1934, il fait partie des fondateurs du Néo-Destour et représente la ville de Sfax au congrès de Ksar Hellal. Il fonde également la première cellule du parti à Sfax.
En 1935, il est arrêté pour ses activités politiques et n'est libéré que le 4 avril 1936. À la suite des événements du 9 avril 1938, il est à nouveau arrêté et purge une lourde peine dans plusieurs prisons, dont celles de la kasbah de Tunis, de Téboursouk et du Fort Saint-Nicolas.
Libéré le 10 avril 1943, il retourne en Tunisie ; il est élu en 1948 comme membre du bureau politique du Néo-Destour. Occupant la fonction de trésorier, il préside le quatrième congrès du parti, tenu clandestinement le 18 janvier 1952, et constitue une direction clandestine pour mener la résistance face aux autorités du protectorat français. Cependant, il est très vite arrêté par les autorités coloniales le 18 janvier 1952 et exilé tour à tour à Tabarka, Remada, Djerba puis Tataouine.
Le 13 mai 1953, il est placé en résidence surveillée à Nabeul, où il est assassiné quatre mois plus tard, le 13 septembre, par des membres de la famille d'Ahmed Belgaroui (un conseiller municipal sfaxien assassiné un mois plus tôt) avec l'aide de gendarmes français. Les assassins tunisiens sont arrêtés trois ans plus tard et traduits devant la Haute Cour. Deux d'entre eux, Abdelkader et Mohamed Chédli sont condamnés à mort par pendaison ; les autres inculpés, au nombre de 19, écopent de peines allant des travaux forcés à perpétuité à deux ans de prison.
De nombreuses places et avenues portent son nom en Tunisie, ainsi que des lycées et écoles. Son frère Abdelmajid, autre personnalité du Néo-Destour, devient député et ministre après l'indépendance, tout comme son fils Mohamed et son petit-fils Slim. En janvier 2018, les autorités de Sfax installent au centre-ville une statue à son effigie.